# Килпин, Герберт
Герберт Килпин (англ. Herbert Kilpin; 24 января 1870, Ноттингем — 22 октября 1916, Милан) — английский футболист, тренер и деятель футбола. Один из основателей, второй капитан и первый тренер итальянского клуба «Милан», который на сегодняшний день является одной из самых титулованных команд мира. Килпин — автор традиционных цветов «Милана», красного и чёрного, в которых клуб выступает до сих пор.

## Биография

### Юность Килпина
Герберт Килпин родился 24 января 1870 года в подсобном помещении мясной лавки № 129 на Мансфилд Роад в городе Ноттингеме. Семья у Герберта была большая, он был последним из 9 детей Сары Смит и Эдварда Гилберта, но несмотря на количество детей, Гилберты не бедствовали, так как мясная лавка приносила очень хороший доход и обеспечивала сытной едой её держателей. В годы юности Килпина футбол уже был национальной игрой, тысячи британских мальчишек играли в многочисленных дворах и скверах. Уже будучи в «Милане», Килпин вспоминал, что он, начиная с 13 лет, играл за маленькую футбольную команду, основанную в честь Гарибальди, которая выступала в красных рубашках. Из других воспоминаний Килпина:«В Ноттингеме в те годы было около 300 клубов. Муниципалитет сдавал поле стадиона Альфа Кроун в аренду по часовому тарифу», так в Англии любили футбол.
В молодые годы Килпин, как и множество молодых людей Ноттингема, известного своими кружевами, изучал текстильную промышленность. После окончания обучения, Килпин работал у известного промышленника Эдоардо Босио, итальянца по национальности, владельца текстильной фабрики и производства текстильного оборудования. Вместе с этим Килпин не бросал юношеского увлечения футболом, он играл за клубы «Ноттс Олимпик» и «Сент-Эндрюс», которая в то время играла во втором английском дивизионе, в годы, когда уже вся Англия говорила о необходимости признать профессию футболиста законной.

### Приезд в Италию
В сентябре 1891 года по приказу Босио, Килпин, вместе со своими соотечественниками, Тоуром Гордоном Сэведжем и Генри В. Гудри, отправились в Италию, в Турин, что бы продемонстрировать и основать производство первых механических рам, производящихся на фирме Босио. Килпин не только основал в Италии свою фирму, но и клуб, который был назван «Интернационале» Торино, который стал одним из первых итальянских футбольных клубов. В те годы футбол в Италии, пока ещё нефутбольной стране, был необычен, Килпин вспоминал одну из первых встреч «Интернационале»: «Я подвернул штаны, отложил пиджак и пошёл играть. На поле происходило несколько любопытных вещей: прежде всего, не было судьи; во-вторых с завершением времени матча, игра не останавливалась еще несколько минут. Время от времени, один из зрителей, наблюдавших игру, выходил на поле, так что приходилось играть с командой, составленной, как минимум, из 20 игроков. Но мы всё равно победили 5:0.»
«Интернационале» был одним из организаторов и участников первого итальянского футбольного чемпионата. Клуб дважды был финалистом чемпионата, проводившегося по кубковому принципу, но в обоих финалах проигрывал клубу «Дженоа». После второго поражения в 1899 году, нервы Килпина не выдержали ,и он, на фуршете по случаю финала держа бокал вина в руке, сказал капитану «Дженоа» Пастеуру:«Это последний раз, когда вы побеждаете! Я даю слово, что в следующий раз победит клуб из Милана...который пока не создан». Килпин обещание сдержал.

### Милан

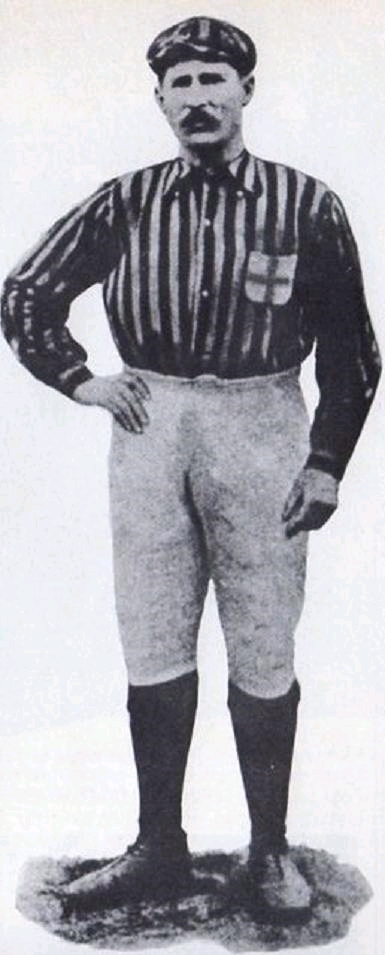
Килпин в футболке «Милана»

Килпин приехал в Милан в конце 1897 года, вместе со своим соотечественником, Самуэлем Ричардом Дэвисом, будучи принятыми на работу на английское текстильное предприятие, которым руководили итальянцы Антонио Дубини и Гуидо Валерио (отец теннистистки Лючии) или Джулио Чедерна (отец писательницы Камиллы). Поселившись в Милане, Килпин начинает часто посещать Американский бар, где, под возлиянием виски, общается с работающими здесь англичанами о футболе, так познакомился Килпин и с Альфредом Эдвардсом, который в будущем станет основателем и первым президентом «Милана».

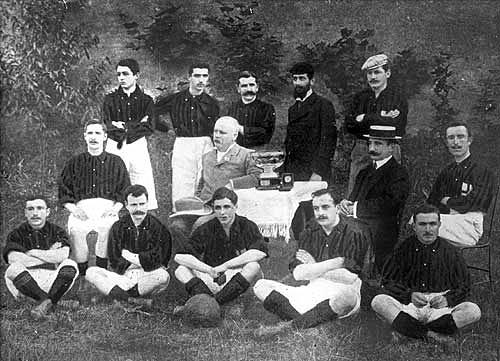
«Милан» — чемпион Италии 1901

13 декабря 1899 года в холле отеля «Nord et des Anglais», Килпин, вместе с англичанами Самуэлем Ричардом Дэвисом, Пенвином Левеллином Невиллом, Куртом Леесом, Милдмэй, Барнеттом Хейсом, а также миланцами Пьеро, Альберто Пирелли, Даниэле, Франческо Анжелони, Гуидо Валерио, Антонио Дубини и Джулио Седерно начали создавать устав клуба «Милан Футбольный и Крикетный клуб» (англ. Milan Foot-Ball and Cricket Club). Первым президентом стал друг Килпина, и, вместе с тем, бывший вице-консул Британии в Милане Альфред Ормонде Эдвардс, капитаном крикетной команды стал Эдвард Натан Берра, а капитаном футбольной команды — Герберт Килпин. Выбор цветов клубной атрибутики выпал на красно-чёрный, который предложил Килпин:«Мы станем командой дьяволов! Наши цвета буду красными, как огонь и чёрными, как страх, который мы вызовем у соперников!». Килпин стал не только первым капитаном, но и первым тренером клуба, на правах самого опытного из игроков, это стало инновацией: впервые клубом руководил действующий игрок.
В 1900 году «Милан» не участвовал в чемпионате Италии, а на следующий год заявился в чемпионат и выиграл все матчи, включая последнюю игру с клубом «Дженоа», в котором Милан разгромил соперника 3:0, а все три мяча забил капитан клуба Герберт Килпин, которые позволили футболисту стать лучшим снайпером турнира с 4 мячами, так Килпин сдержал своё обещание. На следующий год «Дженоа» вернул себе чемпионский титул, обыграв в финале «Милан» 2:0. Чемпионский титул «Милан» вернул лишь в 1906 году, опередив «Ювентус», а в сезоне 1907 года повторил свой успех, Килпин, номинальный защитник, при этом стал одним из лучших бомбардиров команды.
Начало сезона 1908 было омрачено публикацией «La Gazzetta dello Sport», ведущей итальянской спортивной газетой, которая 15 ноября 1907 выпустила материал, основной мыслью которого стала идея, что чемпионат Италии должен проводиться без иностранцев. Идея нашла своё понимание у Итальянской футбольной федерации, но «Милан», прошлогодний чемпион Италии, отказался играть без своих основных игроков и на чемпионат не заявился. К тому времени Килпин уже оставил тренерский мостик «Милана», уступив его Анджелони, бывшему игроку «Милана», завершившему в 1905 году карьеру. Критика и остроты в прессе заставили Килпина завершить карьеру, он сказал:«Моё время ушло. Пора уступить дорогу молодым». Свой последний матч в составе «россонери» он провёл 12 апреля 1908 года против «Нарчиссе». Но некоторые игроки не захотели уезжать из «Милана» и основали свою футбольную команду, которую назвали «Интернационале».

## Кончина Килпина
Гилберт Килпин, после окончания карьеры работавший футбольным арбитром и в маленьком миланском клубе «Энотрия» тренером молодёжи, скончался 22 октября 1916 года дома в Милане из-за тяжелой болезни в возрасте 46 лет. Болезнь была спровоцирована циррозом печени, из-за чрезмерного употребления Килпином виски. Он был кремирован и похоронен своей супругой Марией Капуа, с которой вступил в брак в 1905 году, на кладбище Маджоре в Милане, но позже его останки, которые, казались были потеряны, были найдены болельщиком «Милана» Луиджи Ла Рокка, который совершил целое исследование ради этого, и были торжественно перенесены в колумбарий Монументального кладбища в Милане, где хоронят известных протестантов. Спустя три месяца после похорон на кладбище появилась могильная плита.

## Достижения
- Чемпион Италии: 1901, 1906, 1907